# Салимов, Арсланбек
Арсланбе́к Сали́мов (род. 29 ноября 2003) — польский борец греко-римского стиля, бронзовый призёр чемпионатов мира среди молодёжи, призёр международных турниров, бронзовый призёр чемпионата Европы 2025 года. Выступает в весовой категории до 67 кг.
Чеченец. Брат другого польского борца Майрбека Салимова.

## Спортивные результаты
- Первенство мира среди молодёжи 2023 — ;
- Кубок Хапаранда 2023 — ;
- Первенство мира среди молодёжи 2024 — ;